# Zofia Wieczorek
Zofia Wieczorek (ur. 2 kwietnia 1913 w Poznaniu, zm. 21 listopada 2003 w Lisówkach koło Dopiewa) – bibliotekarka polska, dyrektor Wojewódzkiej Biblioteki Publicznej w Poznaniu, członek honorowy Stowarzyszenia Bibliotekarzy Polskich.

## Życiorys
W Poznaniu uczęszczała kolejno do szkoły powszechnej, wydziałowej i Gimnazjum Zamoyskiej, następnie do Gimnazjum Żeńskiego w Ostrowie Wielkopolskim, gdzie w 1931 złożyła egzamin dojrzałości. W 1932 uzyskała dyplom nauczyciela szkół powszechnych na Państwowym Kursie Nauczycielskim w Poznaniu. Do wybuchu wojny uczyła w kilku szkołach – w Rąbczynie, Gostyczynie, Ligocie. W latach okupacji przebywała w Poznaniu, utrzymywała się z zajęcia higienistki w zakładzie stomatologicznym.
W 1945 została nauczycielką w szkole podstawowej w Stęszewie. Już przed wojną znana z promowania wśród uczniów czytelnictwa, w kwietniu 1946 otrzymała zadanie zorganizowania Powiatowej Biblioteki Publicznej w Stęszewie wraz z siecią bibliotek gminnych i miejskich. Niemal jednocześnie podjęła wyższe studia z filologii angielskiej na Uniwersytecie Poznańskim. Umiejętności bibliotekarskie uzupełniła na kursach w Spale i Jarocinie. Stworzona przez nią placówka rychło zyskała opinię wzorcowej oraz rozpoczęła prowadzenie szkoleń dla bibliotekarzy z innych powiatów; część z tych zajęć prowadziła Zofia Wieczorek. Działalność ta została dostrzeżona i w maju 1951 Zofia Wieczorek przeszła do pracy w Wojewódzkiej Bibliotece Publicznej. Była instruktorem, a następnie kierownikiem Działu Instrukcyjno-Metodycznego, biorąc udział w wypracowaniu metod szkolenia kadry kierowniczej bibliotek publicznych w regionie, zasad pomocy dla uczących się i studiujących zaocznie, zasad współpracy bibliotek w ramach wypożyczeń międzybibliotecznych. W latach 1955–1973 była kolejno wicedyrektorem, dyrektorem (do 1964) i ponownie wicedyrektorem Wojewódzkiej Biblioteki Publicznej (w tym przez krótki czas – połączonych Wojewódzkiej i Miejskiej Biblioteki Publicznej). Resort kultury delegował ją kilkakrotnie na wyjazdy zagraniczne dla zapoznania się z pracą bibliotek, w 1962 była na Węgrzech, w 1948 i 1963 w Danii. W 1973 przeszła na emeryturę.
Przez niemal całą pracę zawodową, a także na emeryturze, udzielała się społecznie. Od 1935 należała do Związku Nauczycielstwa Polskiego, po wojnie działała w Związku Zawodowym Pracowników Kultury i Sztuki, m.in. jako członek zarządu okręgowego i zarządu głównego oraz przewodnicząca Sekcji Emerytów przy Radzie Zakładowej Wojewódzkiej Biblioteki Publicznej w Poznaniu. Od 1946 była członkinią Związku Bibliotekarzy i Archiwistów Polskich (późniejszego Stowarzyszenia Bibliotekarzy Polskich). Pełniła funkcje sekretarza, członka Prezydium, wreszcie przez dwie kadencje przewodniczącej Zarządu Okręgu Województwa Poznańskiego.
Dotknięta inwalidztwem, ostatnie lata życia spędziła w Domu Opieki Społecznej w Lisówkach. Tamże zmarła 21 listopada 2003, pochowana została na cmentarzu na Junikowie w Poznaniu.

## Odznaczenia i wyróżnienia
Była odznaczona m.in. Krzyżem Kawalerskim Orderu Odrodzenia Polski, Złotym i Srebrnym Krzyżem Zasługi, odznaką "Zasłużony Działacz Kultury", Honorową Odznaką Stowarzyszenia Bibliotekarzy Polskich. Otrzymała też kilka nagród i odznak regionalnych. W 1985 Stowarzyszenie Bibliotekarzy Polskich nadało jej godność członka honorowego.